# Verrucaditha spinosa
Verrucaditha spinosa är en spindeldjursart som först beskrevs av Banks 1893.  Verrucaditha spinosa ingår i släktet Verrucaditha och familjen Tridenchthoniidae. Inga underarter finns listade i Catalogue of Life.